# Nemška okupacija Luksemburga v drugi svetovni vojni
Nemška okupacija Luksemburga v drugi svetovni vojni se je začela maja 1940, ko je Nacistična Nemčija napadla Luksemburg. Čeprav je bil Luksemburg uradno nevtralen, se je nahajal neposredno ob francoski meji. 10. maja 1940 je nemški Wehrmacht napadel Luksemburg, Belgijo in Nizozemsko. Luksemburg je bil sprva pod vojaško upravo, kasneje pa je postal ozemlje pod civilno upravo in država je bila končno priključena neposredno Nemčiji. Nemci so verjeli, da je Luksemburg germanska država, in so poskušali zatreti vse tisto, kar so dojemali kot tuj francoski jezik in kulturne vplive. Leta 1942 so bili številni Luksemburžani vpoklicani v nemško vojsko. Med holokavstom je bilo umorjenih skoraj 3500 luksemburških Judov. Osvoboditev države s strani zaveznikov se je začela septembra 1944, vendar je bila zaradi ardenske ofenzive končana šele v začetku leta 1945.      

## Invazija
Državna vrata na državni meji so bila zaprta 10. maja 1940 ob 3:15 po poročilih o prehodu nemških čet čez mejo. Kraljeva družina je bila evakuirana iz svoje rezidence v Colmar-Bergu v Veliko vojvodsko palačo v Luksemburgu. Približno 30 minut kasneje, ob zori, so nad glavnim mestom Luksemburga opazili več nemških letal, ki so letela proti Belgiji.  
Nemška invazija se je začela ob 4:35, ko je več tankovskih divizij prečkalo mejo pri Wallendorf-Pont, Vianden in Echternach. Prišlo je do sprožitve ognja, vendar Nemci niso naleteli na večji odpor, razen nekaj porušenih mostov in nekaj min, saj je večina luksemburškega prostovoljnega korpusa ostala v vojašnicah. Mejo so branili le vojaki, ki so se prostovoljno prijavili na stražo, in žandarji. Do konca dneva so Nemci Luksemburg popolnoma zavzeli in okupirali.
Velika vojvodinja Luksemburška in njena vlada sta po okupaciji pobegnili v Veliko Britanijo.

## Življenje v okupiranem Luksemburgu
Luksemburg je bil podvržen režimu vojaške okupacije, toda po 28. juniju 1940 je vlada prešla na nemško civilno upravo pod vodstvom Gauleiterja Gustava Simona; država je bila avgusta 1942 formalno priključena k Tretjemu rajhu. Nemški okupatorji so označevali prebivalce Luksemburga za etnične Nemce in Gustav Simon je ustanovil politiko imenovano "Vrnitev k rajhu", ki je skušala Luksemburžane prepričati o njihovi pripadnosti nemškemu ljudstvu; začela se je široka politika germanizacije, ki je izvajala predvsem zatiranje rabe francoskega jezika v korist nemščine, prepovedi njegove uporabe v javnosti, v toponimiji in imenih. Hkrati se je začela sistematična politika razgradnje luksemburškega državnega aparata: v poznih štiridesetih letih dvajsetega stoletja so bile ukinjene vse politične stranke, razpuščeni so bili luksemburški parlament in sodišča ter so začeli veljati nemški zakoni in sodišča; sprožena je bila tudi velika kampanja za prepričevanje Luksemburžanov, naj zaprosijo za nemško državljanstvo in se pridružijo nacistični stranki, ki pa je nudila slabe rezultate. 
10. oktobra 1941 je bil opravljen popis prebivalstva, v katerem se je okoli 98 % vprašanih prosilo za luksemburško državljanstvo in zavrnilo nemško državljanstvo, zaradi česar so nemški okupatorji izvedli ukrepe. 
30. avgusta 1942 so okupatorji objavili, da se bodo morali vsi mladi Luksemburžani, rojeni med letoma 1920 in 1927, pridružiti Wehrmachtu za boj proti zaveznikom. Tej napovedi je sledila splošna stavka, ki pa je bila nasilno zartra. Okrog 20 odgovornih občanov je bilo ustreljenih.

### Judje
Na začetku druge svetovne vojne je v Luksemburgu živelo okrog 3500 Judov: judovske skupnosti so bile v državi prisotne že od 13. stoletja, vendar so večino prebivalstva sestavljali Judje iz Vzhodne Evrope, ki so v Luksemburg pribežali v stoletju, vključno s približno 1000 nemškimi Judi, ki so zbežali iz Nemčije v zgodnjih tridesetih letih dvajsetega stoletja.
V obdobju okupacije je bilo premoženje, ki je pripadalo judovskim družinam, zaplenjeno, vendar sprva niso bila sprejeta posebna omejevalna pravila za Jude; nemške oblasti so spodbujale izseljevanje, med avgustom 1940 in oktobrom 1941 pa je okoli 2500 Judov, ki so živeli v Luksemburgu, zapustilo državo in se preseilo predvsem v Vichyjsko Francijo ali na Portugalsko. 5. septembra 1940 je Gustav Simon ukazal uporabo nürnberških zakonov na ozemlju, omejitve za judovsko prebivalstvo pa so postajale vse hujše: uvedena je bila obveznost nošenja rumene zvezde na oblačilih, povečalo se je ropanje njihovega premoženja in denarja, onemogočen je bil dostop do javnih mest in mnogi so izgubili službo.
V začetku oktobra 1941 je bilo v državi približno 750 Judov, od 16. oktobra pa so jih 674 postopoma zbrali in zaprli v prehodno taborišče Funfbrunnen, od koder so jih deportirali v in taborišče Lodz Theresienstadt: od tu so bili luksemburški Judje poslani v koncentracijsko taborišče Sobibor ter v koncentracijski taborišči Majdanek in Bergen-Belsen. Zadnja skupina 11 deportirancev je bila junija 1942 poslana neposredno v koncentracijsko taborišče Auschwitz.
17. junija 1943 je Gustav Simon razglasil Luksemburg za ozemlje "čisto od Judov". Od 674 Luksemburžanov, deportiranih v taborišča smrti, jih je le 36 preživelo, ko so bili izpuščeni. Majhna romska skupnost je bila tudi žrtev nemškega preganjanja: okoli 200 Romov je bilo med drugo svetovno vojno izgnanih in pobitih.

## Osvoboditev
Luksemburg so zavezniki osvobodili januarja 1945. S tem je znova postal samostojna in suverena država.